# Шестаков, Константин Иванович
Константин Иванович Шестаков (1923—1990) — советский хозяйственный, государственный[уточнить] и политический деятель. Журналист, член Союза журналистов и кинематографистов СССР. Член КПСС. Делегат XXIV и XXV съездов КПСС. Дважды кавалер ордена Трудового Красного Знамени, награждён орденом «Знак Почёта».

## Биография
Родился в 1923 году в Самаре.
В 1941—1980 — учитель, комсомольский работник в Куйбышеве, главный редактор газеты «Волжский комсомолец», директор Куйбышевской студии кинохроники,
С 1962 г. — председатель Куйбышевского радиокомитета, председатель Куйбышевского областного комитета по телевидению и радиовещанию.
1968 по 1980 — главный редактор куйбышевской областной газеты «Волжская коммуна», председатель Союза журналистов Куйбышевской области.
Член КПСС. Делегат XXIV и XXV съездов КПСС.
Умер в Самаре в 1990 году.

## Награды
- Орден Трудового Красного Знамени (дважды, в том числе 09.09.1971)
- Орден «Знак Почёта»

## Сочинения
- Шестаков, Константин Иванович. Мoлoдые хoзяева кoлхoзных пoлей : [опыт работы передовой комсомольской организации колхоза «Новый быт» Красноярского района Куйбышевской области]  — [Куйбышев] : Куйбышевское областное издательство, 1948. — 40 с.
- Шестаков, Константин Иванович. У кoстра : [рассказы : для детей] / Шестаков Константин Иванович — Куйбышев : Областное государственное издательство, 1952. — 92, (2) с.
- Шестаков, Константин Иванович. «Вoлжская кoммуна»: По страницам областной газеты / Шестаков Константин Иванович — Куйбышев : Книжное издательство, 1976. — 157,(3) с., 16л. ил.
- Шестаков, Константин Иванович. Мой город родной : [Самара — Куйбышев] : Записки старожила / К. Шестаков. — 2-е изд., доп. и перераб. — Самара : Кн. изд-во, 1990 (1991). — 278,[3] с. : ил.; 20 см.